# Balistapus
Balistapus – rodzaj morskich ryb rogatnicowatych (Balistidae).

## Występowanie
Morze Czerwone, Ocean Indyjski i zachodni Pacyfik.

## Klasyfikacja
Gatunek zaliczany do tego rodzaju:
- Balistapus undulatus – rogatnica kolczasta[3]